# Cloud 9 : L'Ultime figure
Pour les articles homonymes, voir Cloud 9.
Pour plus de détails, voir Fiche technique et Distribution.
Cloud 9 : L'Ultime figure (Cloud 9) est un téléfilm américain de la collection des Disney Channel Original Movie réalisé par Paul Hoen. Il a été diffusé le 17 janvier 2014 aux États-Unis et le 22 avril 2014 en France, en Suisse et en Belgique. Le film met en scène Dove Cameron ainsi que Luke Benward.

## Synopsis
Le téléfilm retrace le parcours de deux adolescents que tout oppose, Kayla Morgan et Will Cloud. Déterminée à devenir une meilleure snowboardeuse, Kayla fait de Will son mentor ce qui lui permettra d'atteindre son meilleur niveau. De plus en plus proche de Will, Kayla tente de le convaincre qu'il a le niveau pour revenir dans la compétition, son slogan : « rien n'est impossible » !

## Fiche technique
- Titre original : Cloud 9
- Titre français : Cloud 9, L'ultime figure
- Réalisation : Paul Hoen
- Scénario : Justin Ware, Don D. Scott, Kattie Wech
- Photographie : Suki Medencevie
- Production : Matias Alvares, Jasmine Kosovik
- Producteurs délégués : Ashley Tisdale, Shaun White, Jessica Rhoades, Kirkland Tibbels
- Société de production : Salty Pictures, Blondie Girl Production
- Société de distribution : Disney Channel
- Pays d'origine :  États-Unis
- Langue originale : anglais
- Genre : Sport, Comédie
- Durée : 85 minutes
- Dates de diffusion :
  -  États-Unis : 14 janvier 2014
  -  France/ Suisse/ Belgique : 22 avril 2014

## Distribution
- Dove Cameron (VF : Nancy Philippot) : Kayla Morgan
- Luke Benward (VF : Antoni Lo Presti) : Will Cloud
- Kiersey Clemons (VF : Mélissa Windal)  : Skye Sailor
- Mike C. Manning (en) (VF : Alexis Flamant) : Nick Swift
- Dillon Lane (es) (VF : Nicolas Matthys) : Burke Brighton
- Patrick Fabian (VF : Laurent Vernin) : Richard Morgan
- Amy Farrington (VF : Monia Douieb) : Andrea Cloud
- Jeffrey Nordling (VF : Lionel Bourguet) : Sebastian Swift
- Carlon Jeffery (VF : Alessandro Bevilacqua) : Dink
- Victoria Moroles (en) (VF : Sophie Frison) : Pia
- Colton Tran (VF : Alexandre Crépet) : Mike Lam
- Andrew Caldwell (en) (VF : Fabian Finkels) : Sam
- Kenda Benward : Madeline Morgan

Source : carton de doublage sur Disney+

## Production

### Dévéloppement
En mars 2013, Disney Channel annonce que l'actrice/productrice Ashley Tisdale, avec sa société Blondie Girl Production, et le snowboardeur Shaun White co-produiront un téléfilm plongeant dans le monde du snowboard, avec Paul Hoen à la réalisation, ayant comme titre Cloud 9.
La chaîne annonce également que l'actrice et chanteuse Dove Cameron, qui tourne son premier Disney Channel Original Movie, ainsi que l'acteur Luke Benward, signant quant à lui son troisième, interprèterons les personnages principaux au centre du téléfilm.
Le 29 novembre 2013, la première bande annonce a été devoilé par la chaîne et annonce par la suite sa première diffusion aux États-Unis pour le 17 janvier 2014.

### Tournage
Le tournage du film commence en mars 2013 dans l'Utah aux États-Unis.

### Musique
Alex Wurman s'occupe de la musique du film. Le 14 janvier 2014, une chanson intitulée Cloud 9, intérprétée par les acteurs principaux Dove Cameron et Luke Benward, est sortie en tant que single promotionnel chez Walt Disney Records. La chanson est par la suite disponible dans la compilation Disney Channel Play it Loud, sorti en février 2014.
- Cloud 9, par Dove Cameron et Luke Benward
- Across the Sky, par Nikki Flores et Don Benjamin
- Never Too Late, par The PCH Crew Feat. Mayru
- I Want It All, par Krankheadz
- One Girl Revolution, par Superchick

Note : Dans cette liste, Cloud 9 est la seul chanson originale, les autres étant des versions ré-interprétées présentes dans le film.

## Accueil

### Audience
Lors de sa première diffusion, le 17 janvier 2014, aux États-Unis, le téléfilm atteint 4,96 millions de téléspectateurs. Avec ce score, il devient le deuxième programme le plus vus de la soirées mais également le premier à l'être sur le câble.

### Critique
Le film reçoit des critiques généralement positive. Sur le site Rotten Tomatoes, il obtient une moyenne de 74%, basée sur 389 critiques colléctés. Emily Ashby de Common Sense Media lui donne une note de 4/5 en le déclarant comme « des modèles positifs, une histoire captivante qui a remporté le prix Disney ».